# Marmolejo (Jaén)
Marmolejo ist eine südspanische Kleinstadt und eine Gemeinde (municipio) mit insgesamt 6.507 Einwohnern (Stand: 2024) im Zentrum der Provinz Jaén in der autonomen Region Andalusien. 

## Lage und Klima
Der Ort Marmolejo liegt etwa 2 km (Luftlinie) südlich des Río Guadalquivir und ca. 56 km (Fahrtstrecke) nordwestlich der Provinzhauptstadt Jaén in einer Höhe von knapp 250 m. Das Klima im Winter ist gemäßigt, im Sommer dagegen warm bis heiß; die geringen Niederschlagsmengen (ca. 585 mm/Jahr) fallen – mit Ausnahme der nahezu regenlosen Sommermonate – verteilt übers ganze Jahr.

## Bevölkerungsentwicklung
| Jahr      | 1857  | 1900  | 1950  | 2000  | 2020  |
| Einwohner | 3.444 | 4.551 | 8.100 | 7.474 | 6.734 |

Die deutliche Bevölkerungsrückgang in der zweiten Hälfte des 20. Jahrhunderts ist im Wesentlichen auf die nahezu ausschließliche Anpflanzung von Olivenbäumen, die damit einhergehende Mechanisierung und den daraus resultierenden  Verlust von Arbeitsplätzen zurückzuführen. Zur Gemeinde gehört auch der noch etwa 50 Einwohner zählende Weiler San Julián.

## Wirtschaft
Marmolejo liegt inmitten der schier endlosen Olivenbaumplantagen der Provinz Jaén. Früher wurden auch Getreide, Weinreben etc. zur Selbstversorgung angepflanzt; Gemüse stammte aus den Hausgärten. Heute nehmen diese Kulturen nur noch etwa 5 % der landwirtschaftlich genutzten Fläche ein. Im Ort selbst haben sich Kleinhändler, Handwerker und Dienstleistungsbetriebe aller Art angesiedelt.

## Geschichte
Prähistorische und auch römische Kleinfunde wurden auf dem Gemeindegebiet gemacht. Zu Beginn des 8. Jahrhunderts überrannten die arabisch-maurischen Heere die Gegend. Nach dem Ende des Kalifats von Córdoba (um 1020) war sie Bestandteil des Taifa-Königreichs Jaén. Um die Mitte des 12. Jahrhunderts gehörte die Gegend zum Almohadenreich, welches sich nach der Niederlage in der Schlacht bei Las Navas de Tolosa (1212) zunehmenden Angriffen seiner muslimischen (Ibn Hud, Muhammad I. ibn Nasr) und christlichen Nachbarn ausgesetzt sah. Um das Jahr 1240 wurde die nahezu menschenleere Gegend von den Christen unter Ferdinand III. von Kastilien zurückerobert (reconquista) und dem neugeschaffenen Königreich Jaén eingegliedert, das allerdings eng mit der Krone von Kastilien verbunden war und politisch nicht in Erscheinung trat. Es folgte eine Phase der Wiederbesiedlung (repoblación). Ab dem Jahr 1595 stand der Ort unter der Verwaltung von Andújar; erst im Jahr 1776 (oder 1791) erhielt er das Stadtrecht (villa) und damit das Recht zur Selbstverwaltung.

## Sehenswürdigkeiten

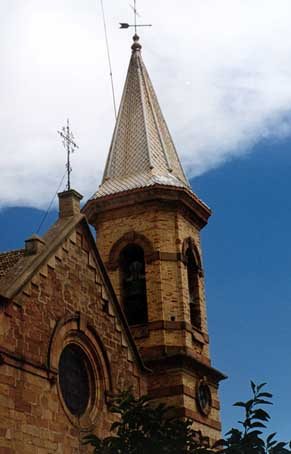
Marmolejo – Iglesia de Nuestra Señora de La Paz

- Die Iglesia parroquial de Nuestra Señora de La Paz ist ein Kirchenbau aus dem 14. Jahrhundert; er wurde jedoch in der Folgezeit mehrfach verändert und so stammt seine Fassade aus dem 19. Jahrhundert.
- Das Museo de Arte Contemporáneo Mayte Spínola befindet sich an der Stelle einer ehemaligen Ölmühle und befasst sich mit der Kunst der zweiten Hälfte des 20. Jahrhunderts.

Umgebung
- Das Balneario de Marmolejo mit seinen als heilkräftig angesehenen Quellen befindet sich etwa 3,5 km nordwestlich der Kleinstadt unmittelbar am Guadalquivir; das heutige Bade- und Kurhaus stammt aus den 20er Jahren des 20. Jahrhunderts.[8]
- In der Nähe quert eine Renaissancebrücke aus dem Jahr 1587 den Fluss.
- Das ca. 12 km westlich von Marmolejo gelegene und über dem Guadalquivir thronende Castillo de la Aragonesea ist eine im ausgehenden 13. oder beginnenden 14. Jahrhundert erbaute Grenzfestung zum Emirat von Córdoba.[9]